# 马塞罗·马麦罗·达·席尔瓦
马塞罗·马麦罗·达·席尔瓦（英语：Marcello Mameiro da Silva）是巴西职业足球运动员，一般称马麦罗，其职业生涯的大部分时间是在中国职业联赛球队四川全兴所度过的，他也是中国足球甲A联赛时代在中国知名度较高的外援之一。

## 职业生涯
马麦罗在巴西本土时效力于巴西里约州乙级联赛的巴雷拉 （页面存档备份，存于）队，1995年马麦罗在四川全兴队保级的关键时刻加盟球队，开始了其在中国联赛的职业足球生涯。当初和马麦罗一起效力四川队的第二外援法比亚奴也是业余球员。

### 巅峰时刻
1996赛季是马麦罗职业生涯的巅峰时代，在与上海申花的联赛中，一个从中场带球，连续晃过6位申花球员以及守门员射门得分，成为了中国联赛的经典入球之一。同年马麦罗还有一个精彩的射门可以载入中国联赛的进球集锦，在与深圳队的比赛当中，马麦罗杂耍般的脚后跟进球，进球的观赏度很高。1997年赛季结束后，马麦罗由于受到经纪人的不良运作，返回巴西但始终未能找到合适的职业足球俱乐部。1999年下半赛季，由于四川全兴引援不利，使得马赛罗再次加盟球队。

### 退役挂靴
马麦罗在四川队效力至2003年，赛季过半后当时的四川冠城依然徘徊在保级区并且深陷「实德系」危机，俱乐部准备重新引进外援但受到联赛外援名额的限制，俱乐部原准备弃用表现不佳的水货马克，但却受制于与高额的违约金。因此表现尚可的四川老臣马麦罗被下放至预备队，这也最终使得他选择了退役。

## 个人琐事
马麦罗的妻子是俄罗斯人玛雅，两人已育有一名儿子。